# Lok-Sabha-Wahlkreis Gulbarga
Der Lok-Sabha-Wahlkreis Gulbarga ist ein Wahlkreis bei den Wahlen zur Lok Sabha, dem Unterhaus des indischen Parlaments. Er liegt im Bundesstaat Karnataka und umfasst den Großteil des Distrikts Gulbarga (Kalaburagi) sowie einen kleineren Teil des Distrikts Yadgir.
Der Wahlkreis ist für Kandidaten aus unteren Kasten (Scheduled Castes) reserviert. Bei der letzten Wahl zur Lok Sabha waren 1.721.990 Einwohner wahlberechtigt.

## Letzte Wahl
Die Wahl zur Lok Sabha 2014 hatte folgendes Ergebnis:
| Kandidat              | Partei                | Stimmen |
| --------------------- | --------------------- | ------- |
| Mallikarjun Kharge    | INC                   | 50,8 %  |
| Revunaik Belamgi      | BJP                   | 43,3 %  |
| D. G. Sagar           | JD(S)                 | 1,6 %   |
| Mahadev B. Dhanni     | BSP                   | 1,1 %   |
| Sonstige              | Sonstige              | 2,2 %   |
| Keiner der Kandidaten | Keiner der Kandidaten | 1,0 %   |

## Wahl 2009
Die Wahl zur Lok Sabha 2009 hatte folgendes Ergebnis:
| Kandidat           | Partei   | Stimmen |
| ------------------ | -------- | ------- |
| Mallikarjun Kharge | INC      | 45,5 %  |
| Revunaik Belamgi   | BJP      | 43,7 %  |
| Babu Honna Naik    | JD(S)    | 3,6 %   |
| Shivakumar Kollur  | Unabh.   | 1,8 %   |
| Mahadev B. Dhanni  | BSP      | 1,8 %   |
| K. T. Paluskar     | PRCP     | 1,1 %   |
| Sonstige           | Sonstige | 2,5 %   |

## Bisherige Abgeordnete
| Wahl      | Name                             | Partei | Stimmen |
| --------- | -------------------------------- | ------ | ------- |
| 1951–1952 | Swamy Ramanand Tirth             | INC    | 52,8 %  |
| 1957*     | Mahadevappa Yeshwant Rao         | INC    | 26,2 %  |
| 1957*     | Shankardeo                       | INC    | 25,3 %  |
| 1962      | Mahadevappa Yeshvantappa         | INC    | 50,0 %  |
| 1967      | Mahadevappa Yeshvantappa         | INC    | 56,1 %  |
| 1971      | Dharamrao Sharanappa Afzalpurkar | INC    | 65,1 %  |
| 1977      | Sidram Reddi                     | INC    | 58,3 %  |
| 1980      | N. Dharam Singh                  | INC(I) | 54,0 %  |
| 1980**    | C. M. Stephen                    | INC(I) | 62,3 %  |
| 1984      | Veerendra Patil                  | INC    | 56,7 %  |
| 1989      | B. G. Jawali                     | INC    | 44,5 %  |
| 1991      | B. G. Jawali                     | INC    | 42,8 %  |
| 1996      | Qamarul Islam                    | JD     | 35,0 %  |
| 1998      | Baswaraj Patil Sedam             | BJP    | 43,8 %  |
| 1999      | Iqbal Ahmed Saradgi              | INC    | 45,5 %  |
| 2004      | Iqbal Ahmed Saradgi              | INC    | 37,7 %  |
| 2009      | Mallikarjun Kharge               | INC    | 45,5 %  |
| 2014      | Mallikarjun Kharge               | INC    | 50,8 %  |

*) Bei der Wahl 1957 entsandte der Wahlkreis Gulbarga zwei Abgeordnete in die Lok Sabha.

**) Nachwahl

## Wahlkreisgeschichte
Der Wahlkreis Gulbarga besteht seit der ersten Lok-Sabha-Wahl 1951. Bis 1956 gehörte der Wahlkreis zum Bundesstaat Hyderabad, danach zum Bundesstaat Mysore, ehe dieser 1973 in Karnataka umbenannt wurde. Seit der Wahl 2009 ist der Wahlkreis für Kandidaten aus unteren Kasten reserviert.